# 湖高原鳅
湖高原鳅（学名：Triplophysa lacustris）为輻鰭魚綱鲤形目條鳅科高原鳅属的鱼类。在中国，分布于星云湖等。该物种的模式产地在星云湖。体长可达5.6公分。
其种加词“lacustris”意为“湖沼的”。